# Lobelia cirsiifolia
Lobelia cirsiifolia är en klockväxtart som beskrevs av Jean-Baptiste de Lamarck. Lobelia cirsiifolia ingår i släktet lobelior, och familjen klockväxter. Inga underarter finns listade i Catalogue of Life.